# Posidonia oceanica
Posidonia oceanica е вид растение от семейство Posidoniaceae.

## Разпространение
Видът е разпространен в цялото Средиземноморие: Алжир, Гърция, Египет, Израел, Испания, Италия, Кипър, Либия, Мароко, Сирия, Словения, Тунис, Турция, Франция и Хърватия